# Schloßstraße 50 (Dargun)
Das Gasthaus Deutsches Haus, Schloßstraße 50 in Dargun (Mecklenburg-Vorpommern), an der B 110 wurde 1903 gebaut. Es ist heute ein Hotel und Restaurant.
Das Gebäude steht unter Denkmalschutz.

## Geschichte
Dargun, mit um 4300 Einwohnern, entstand im Mittelalter beim Dorf Röcknitz, das 1216 erstmals erwähnt wurde.
An der Schloßstraße Nr. 50 stand ein einfacher zweigeschossiger Klinkerbau als Deutsches-Radfahrer-Bundeshotel, eine sogenannte Bundeseinkehrstelle, die von Radfahrerbünden empfohlen wurde. Das Haus brannte 1902 ab.
Das neue zweigeschossige, verklinkerte, historisierende U-förmige Haus mit den beiden dreigeschossigen Seitenflügeln wurde bis 1903 gebaut. Deren Giebel haben markante Rundabschlüsse und Fialen an den Seiten. Bis in die 1970er Jahre wurde es als Hotel und Restaurant genutzt. Nach dem Verkauf an einen landwirtschaftlichen Betrieb (LPG) war es nicht mehr allgemein nutzbar. 1992 wurde es wieder ein Hotel und Restaurant. Im Rahmen der Städtebauförderung wurde das Haus bis 2000 teilsaniert, später auch die Rückfassade. 2001 konnte der Hof und Biergarten neu gestaltet werden.